# 北岡よし江
北岡 よし江（きたおか よしえ、1913年3月25日 - 没年不詳）は、日本の女優である。本名同じ、別名北岡 芳江。

## 人物・来歴
1913年（大正2年）3月25日、京都府京都市上京区仁和寺街道六軒町西入に生まれる。父は俳優の嵐冠三郎である。
1925年（大正14年）3月に旧制小学校を卒業、同年6月に牧野省三が設立し、父が俳優部幹部を務めるマキノ・プロダクションに入社する。同年9月11日に公開された『討幕の叫び』（沼田紅緑）に出演、満12歳で映画界にデビューした。1929年（昭和4年）7月25日には、牧野省三が亡くなり、同年9月にマキノ正博を核とした新体制が発表になると、北岡は、マキノ智子、松浦築枝、岡島艶子、大林梅子、桜木梅子、生野初子、河上君栄、三保松子、泉清子、都賀静子、住乃江田鶴子、別所ます江らとともに「俳優部女優」に名を連ねた。その後、新体制下のマキノ・プロダクションは財政が悪化し、1930年（昭和5年）12月、賃金未払いが発生してストライキが起き、翌1931年（昭和6年）1月、製作が再開されたが、北岡は、同社の解散時まで所属し、同年4月3日に公開された『親爺天国』（監督三上良二）が同社での最後の作品となった。解散後は、嵐寛寿郎プロダクションに移籍、2本に出演した記録が残っている。
1932年（昭和7年）2月に高村正次と立花良介が、御室撮影所内に正映マキノキネマという短命に終わる会社を設立したが、これに北岡は在籍したという。同社は同年4月には解散しており、同社での北岡の出演記録は見当たらない。このとき北岡は満19歳であるが、以降の消息は不明である。没年不詳。

## フィルモグラフィ

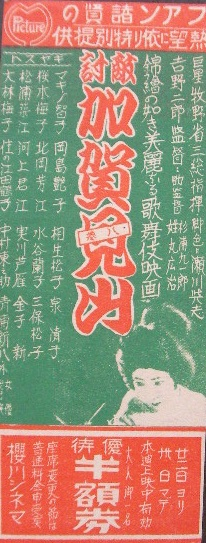
『敵討加賀見山』（1929年）公開時のチラシ、「北岡芳江」の名が確認できる。図柄はマキノ智子。

クレジットはすべて「出演」である。公開日の右側には役名、および東京国立近代美術館フィルムセンター（NFC）、マツダ映画社所蔵等の上映用プリントの現存状況についても記す。同センター等に所蔵されていないものは、とくに1940年代以前の作品についてはほぼ現存しないフィルムである。資料によってタイトルの異なるものは併記した。

### マキノプロダクション御室撮影所
特筆以外すべて製作は「マキノプロダクション御室撮影所」、配給は「マキノ・プロダクション」、すべてサイレント映画、特筆以外すべて「北岡よし江」名義である。
- 『討幕の叫び』 : 総指揮マキノ省三（牧野省三）、監督沼田紅緑、1925年9月11日公開[3]
- 『夕陽の沈むころ』 : 監督富沢進郎、1926年5月28日公開 - 近隣の娘お芳 （「北岡芳江」名義）
- 『喧嘩買兵衛』 : 総監督マキノ荘造（牧野省三）、監督勝見正義、製作勝見庸太郎プロダクション、配給マキノプロダクション、1927年1月14日公開 - 町の娘 （「北岡芳江」名義）
- 『乃木将軍旅行日記』 : 監督富沢進郎、1927年1月21日公開
- 『週間苦行』 : 監督マキノ正博、1927年4月1日公開 - 下町娘
- 『鞍馬天狗異聞 角兵衛獅子』 : 総指揮牧野省三、監督曾根純三、1927年4月29日公開 - 舞妓 （「北岡芳江」名義）
- 『妖婦』 : 監督マキノ正博、1927年11月3日公開
- 『越後獅子 人情篇』（『越後獅子 小品三曲集の内 人情篇』[5]） : 監督中島宝三、1928年1月5日公開
- 『藩士河原乞食』 : 監督井上金太郎、1928年1月29日公開 - その娘おふで
- 『噫山東』 : 監督吉野二郎、1928年6月29日公開 - 房江
- 『掟』 : 監督押本七之助、1928年8月30日公開
- 『栄光の家』 : 監督川浪良太、1928年11月10日公開
- 『かわいさうな大九郎』 : 監督松田定次、1928年12月13日公開 - 娘お蝶、34分尺で現存（NFC所蔵[7]）
- 『月下の騎士』 : 監督吉野二郎、1929年1月5日公開
- 『敵討加賀見山』 : 監督吉野二郎、1929年1月25日公開 - 弥生姫 （「北岡芳江」名義）
- 『スキー行進曲』 : 監督三上良二、1929年2月1日公開
- 『血吹雪 誉の陣太鼓』 : 監督押本七之輔（押本七之助）、1929年2月15日公開 - 娘おきね （「北岡芳江」名義）
- 『行き違ひ』 : 監督川浪良太、1929年3月21日公開
- 『後の水戸黄門』 : 指揮牧野省三、監督中島宝三、1929年5月17日公開 - お静
- 『弥次喜多 第三篇』 : 監督マキノ正博、1929年6月14日公開
- 『戻橋』 : 監督マキノ正博、レコード式トーキー、1929年7月5日公開 - 女
- 『松平外記』 : 監督押本七之輔、1929年10月11日公開[11]
- 『浪人街 第三話 憑かれた人々』 : 監督マキノ正博、1929年11月15日公開 - 娘おまん
- 『オイコラ行進曲 湯煙り長屋合戦の巻』 : 監督松田定次、1930年2月21日公開 - 娘お玉
- 『変幻女六部』 : 監督吉野二郎、1930年3月7日公開 - 腰元おしも
- 『本朝野士縁起 第一篇』 : 監督中島宝三、1930年5月1日公開 - 妹波絵
- 『煉獄二道』 : 監督吉野二郎、1930年6月13日公開 - 侍女おさん （「北岡芳江」名義）
- 『藤馬は強い』 : 監督勝見正義、1930年6月20日公開 - 従妹かすみ
- 『恋寝刃 伊勢音頭』 : 監督勝見正義、1930年8月29日公開 - 許婚 榊
- 『信州侠客伝』（『兇状旅信州路』[7]） : 監督中島宝三、1930年11月14日公開 - 妹お福（「北岡芳江」表記[7]）、『兇状旅信州路』の題・70分尺で現存（NFC所蔵[7]）
- 『里見八剣伝』 : 監督吉野二郎、1931年1月5日公開 - 赤岩の妻
- 『親爺天国』 : 監督三上良二、1931年4月3日公開

### 嵐寛寿郎プロダクション
すべて製作は「嵐寛寿郎プロダクション」、配給は「新興キネマ」、すべてサイレント映画、特筆以外すべて「北岡よし江」名義である。
- 『戸並長八郎』 : 監督仁科熊彦、製作嵐寛寿郎プロダクション・新興キネマ、1931年10月1日公開 - 娘・お由 （「北岡芳江」名義）
- 『江戸育ち なりひら小僧』 : 監督仁科熊彦、1932年1月7日公開 - 娘・君江